# Typhlodromus tubifer
Typhlodromus tubifer är en spindeldjursart som beskrevs av Wainstein 1961. Typhlodromus tubifer ingår i släktet Typhlodromus och familjen Phytoseiidae. Inga underarter finns listade i Catalogue of Life.